# Terminalia argentea
Terminalia argentea är en tvåhjärtbladig växtart som beskrevs av Carl Friedrich Philipp von Martius. Terminalia argentea ingår i släktet Terminalia och familjen Combretaceae. Inga underarter finns listade i Catalogue of Life.

## Bildgalleri

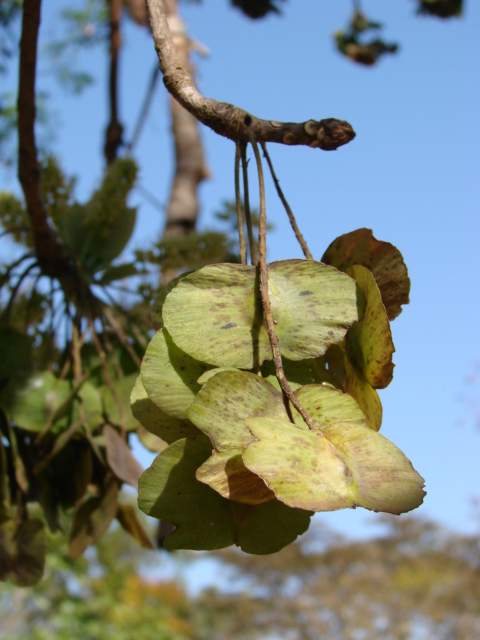
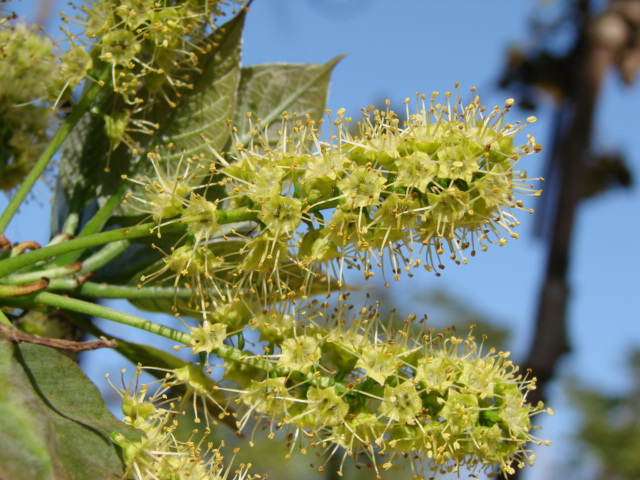
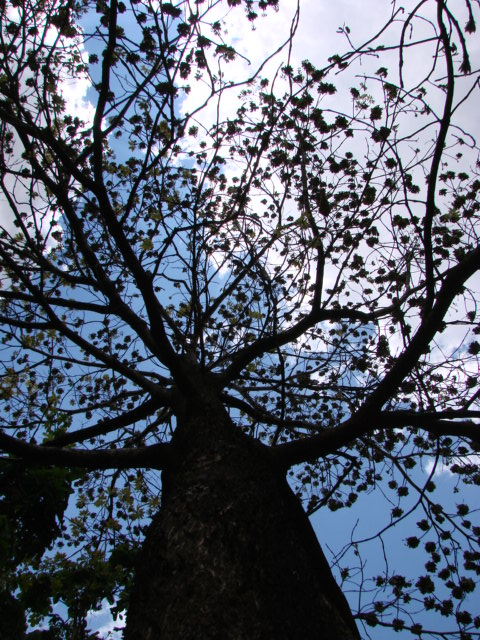
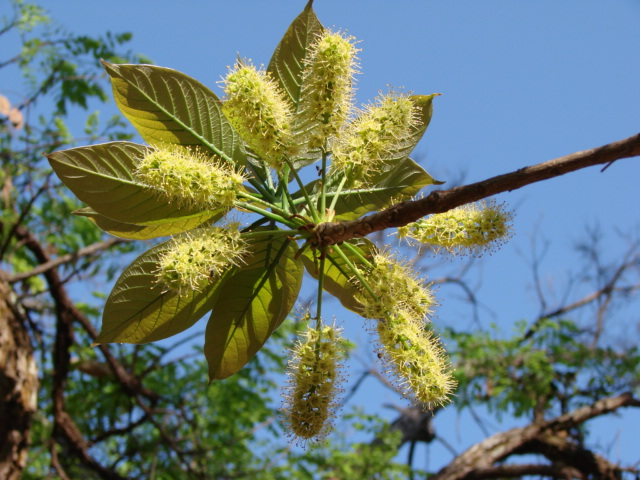